# Liste der Comarcas in Spanien
Dieser Artikel ist eine Auflistung aller Comarcas in den einzelnen Regionen Spaniens. Das sind Regionen, die sich durch ihre historischen, sozialen, kulturellen oder geografischen Merkmale von den anderen unterscheiden.

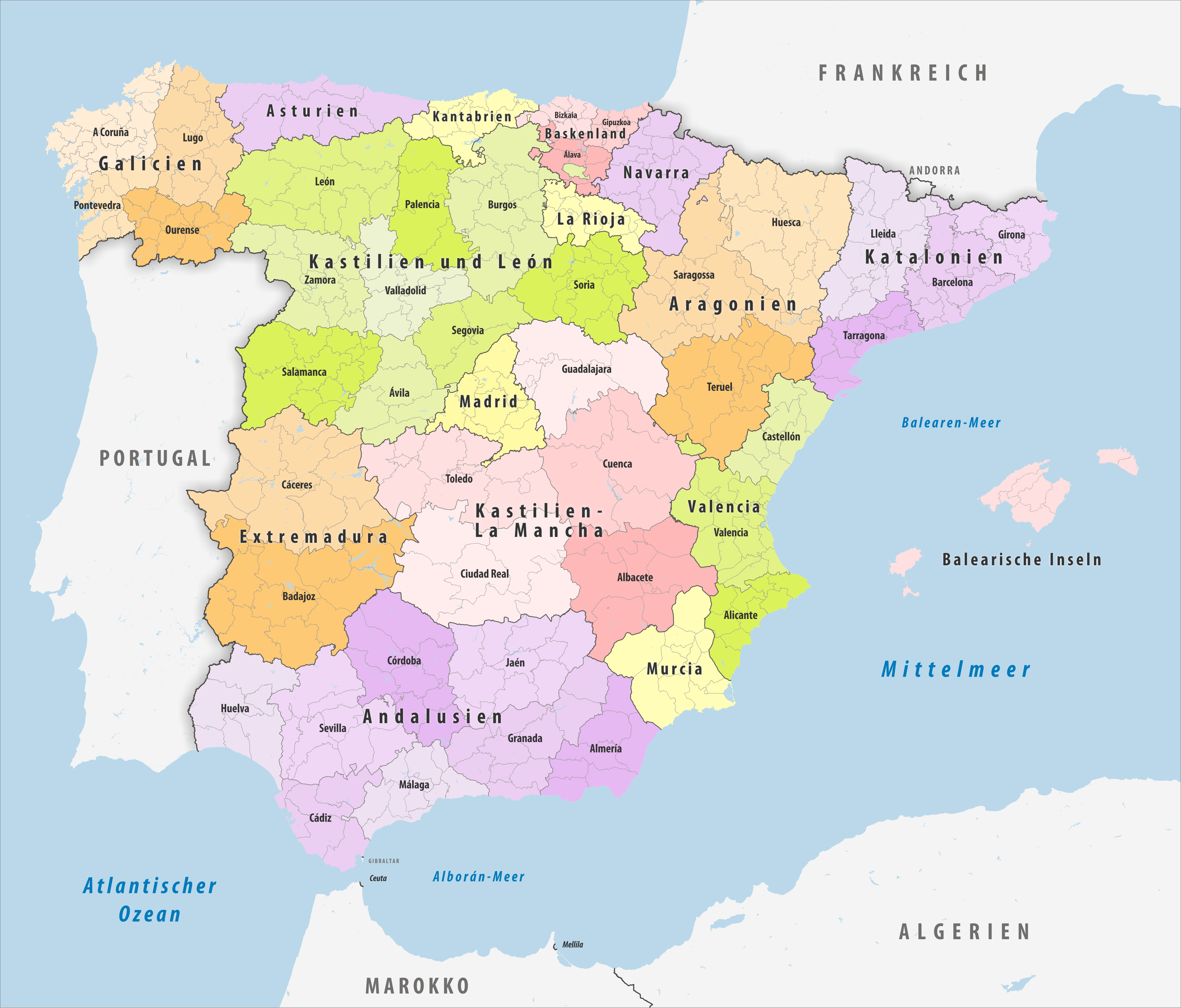
Comarcas in Spanien

Die autonomen Städte Ceuta und Melilla besitzen keine Comarcas.
| Autonome Gemeinschaft | Provinz/Insel          | Anzahl Comarcas | Detail Link                                             |
| --------------------- | ---------------------- | --------------- | ------------------------------------------------------- |
| Andalusien            | Almería                | 07              | Liste der Comarcas in Andalusien                        |
| Andalusien            | Cádiz                  | 06              | Liste der Comarcas in Andalusien                        |
| Andalusien            | Córdoba                | 08              | Liste der Comarcas in Andalusien                        |
| Andalusien            | Granada                | 10              | Liste der Comarcas in Andalusien                        |
| Andalusien            | Huelva                 | 06              | Liste der Comarcas in Andalusien                        |
| Andalusien            | Jaén                   | 10              | Liste der Comarcas in Andalusien                        |
| Andalusien            | Málaga                 | 09              | Liste der Comarcas in Andalusien                        |
| Andalusien            | Sevilla                | 09              | Liste der Comarcas in Andalusien                        |
| Aragonien             | Huesca                 | 10              | Liste der Comarcas in Aragonien                         |
| Aragonien             | Saragossa              | 17              | Liste der Comarcas in Aragonien                         |
| Aragonien             | Teruel                 | 10              | Liste der Comarcas in Aragonien                         |
| Asturien              |                        | 08              | Liste der Comarcas in Asturien                          |
| Balearische Inseln    | Mallorca               | 06              | Liste der Comarcas auf den Balearischen Inseln          |
| Balearische Inseln    | Menorca                | 02              | Liste der Comarcas auf den Balearischen Inseln          |
| Baskenland            | Álava                  | 07              | Liste der Comarcas im Baskenland                        |
| Baskenland            | Bizkaia                | 07              | Liste der Comarcas im Baskenland                        |
| Baskenland            | Gipuzkoa               | 08              | Liste der Comarcas im Baskenland                        |
| Extremadura           | Badajoz                | 12              | Liste der Comarcas in Extremadura                       |
| Extremadura           | Cáceres                | 10              | Liste der Comarcas in Extremadura                       |
| Galicien              | A Coruña               | 18              | Liste der Comarcas in Galicien                          |
| Galicien              | Lugo                   | 13              | Liste der Comarcas in Galicien                          |
| Galicien              | Ourense                | 12              | Liste der Comarcas in Galicien                          |
| Galicien              | Pontevedra             | 10              | Liste der Comarcas in Galicien                          |
| Kanarische Inseln     | Las Palmas             | 12              | Liste der Comarcas auf den Kanarischen Inseln           |
| Kanarische Inseln     | Santa Cruz de Tenerife | 15              | Liste der Comarcas auf den Kanarischen Inseln           |
| Kantabrien            |                        | 10              | Liste der Comarcas in Kantabrien                        |
| Kastilien-La Mancha   | Albacete               | 07              | Liste der Comarcas in Kastilien-La Mancha               |
| Kastilien-La Mancha   | Ciudad Real            | 07              | Liste der Comarcas in Kastilien-La Mancha               |
| Kastilien-La Mancha   | Cuenca                 | 05              | Liste der Comarcas in Kastilien-La Mancha               |
| Kastilien-La Mancha   | Guadalajara            | 04              | Liste der Comarcas in Kastilien-La Mancha               |
| Kastilien-La Mancha   | Toledo                 | 10              | Liste der Comarcas in Kastilien-La Mancha               |
| Kastilien und León    | Ávila                  | 05              | Liste der Comarcas in Kastilien und León                |
| Kastilien und León    | Burgos                 | 10              | Liste der Comarcas in Kastilien und León                |
| Kastilien und León    | León                   | 10              | Liste der Comarcas in Kastilien und León                |
| Kastilien und León    | Palencia               | 04              | Liste der Comarcas in Kastilien und León                |
| Kastilien und León    | Salamanca              | 12              | Liste der Comarcas in Kastilien und León                |
| Kastilien und León    | Segovia                | 03              | Liste der Comarcas in Kastilien und León                |
| Kastilien und León    | Soria                  | 12              | Liste der Comarcas in Kastilien und León                |
| Kastilien und León    | Valladolid             | 08              | Liste der Comarcas in Kastilien und León                |
| Kastilien und León    | Zamora                 | 12              | Liste der Comarcas in Kastilien und León                |
| Katalonien            | Barcelona              | 13              | Liste der Comarcas in Katalonien                        |
| Katalonien            | Girona                 | 09              | Liste der Comarcas in Katalonien                        |
| Katalonien            | Lleida                 | 14              | Liste der Comarcas in Katalonien                        |
| Katalonien            | Tarragona              | 10              | Liste der Comarcas in Katalonien                        |
| La Rioja              |                        | 12              | Liste der Comarcas in La Rioja                          |
| Madrid                |                        | 09              | Liste der Comarcas in der autonomen Gemeinschaft Madrid |
| Murcia                |                        | 12              | Liste der Comarcas in Murcia                            |
| Navarra               |                        | 14              | Liste der Comarcas in Navarra                           |
| Valencia              | Alicante               | 09              | Liste der Comarcas in der Valencianischen Gemeinschaft  |
| Valencia              | Castellón              | 08              | Liste der Comarcas in der Valencianischen Gemeinschaft  |
| Valencia              | Valencia               | 16              | Liste der Comarcas in der Valencianischen Gemeinschaft  |